# Olejowa Korniów
 Olejowa Korniów (ukr. Олієво-Корнів) – wieś na Ukrainie, w  obwodzie iwanofrankiwskim, w rejonie horodeńskim.